# 池原橋
池原橋（日语：／）是日本奈良县吉野郡下北山村的一座桥梁，跨过熊野川的支流池郷川，连接两侧的国道425号和国道169号。